# Informatyka prawnicza
Informatyka prawnicza – dziedzina nauki, której głównym przedmiotem badań są procesy gromadzenia, systematyzowania, przetwarzania (w tym aktualizowania) i wyszukiwania informacji o prawie przy pomocy komputera.

## Historia informatyki prawniczej w Polsce
W latach 60. XX w. rozpoczęto prowadzenie badań naukowych na temat gromadzenia, systematyzowania, przetwarzania i wyszukiwania informacji prawnej. Wtedy też pojawiło się określenie „informatyka prawnicza”. W Polsce określenie to po raz pierwszy zostało użyte przez Jerzego Wróblewskiego w 1970 w referacie zatytułowanym „Informatyka prawnicza – możliwości zastosowania cybernetyki”. Dyscypliną pokrewną, a zarazem nieco starszą od informatyki prawniczej, jest cybernetyka prawnicza.
Prekursorem i propagatorem obu tych dziedzin nauki był profesor Franciszek Studnicki, który w 1974 opublikował pierwszy w Polsce skrypt (poradnik) dotyczący systemów wyszukiwawczych w zakresie prawa, a w 1978 – podręcznik akademicki na ten temat.
Informatyka prawnicza przeżywała dynamiczny rozwój w drugiej połowie lat 70. i pierwszej połowie lat 80. XX wieku. Wynikało to przede wszystkim z tego, że wielu przedstawicieli teorii prawa było zaangażowanych w prace teoretyczno-projektowe związane z tworzeniem pierwszego w Polsce systemu informacji prawnej – Centralnego Zautomatyzowanego Rejestru Aktów Normatywnych, które rozpoczęto w ośrodku informatycznym Biblioteki Sejmowej w 1974.
Dzięki temu w omawianym okresie pojawiło się kilka podręczników: poza podręcznikiem Franciszka Studnickiego ukazały się również podręczniki Andrzeja Mrózka, Jerzego Kurcyusza, Henryka Rota i Elżbiety Kolasińskiej oraz Małgorzaty Król, Zbigniewa Wojnickiego, Jerzego Wróblewskiego i Marka Zirk-Sadowskiego. Ukazały się także zbiory artykułów oraz materiałów z konferencji.
W latach 90. zainteresowanie informatyką prawniczą spadło. W 1991 roku wydano opracowanie przekrojowe Diany Pietruch-Reizes dotyczące rozwoju środków przekazu informacji o prawie, w 1999 ukazał się podręcznik Jacka Petzela. W tym okresie znaczący rozwój następował w zakresie praktycznych zastosowań informatyki prawniczej, zaczęły bowiem powstawać systemy informacji prawnej. W związku z tym, że prawo polskie ulegało w tym okresie znacznym przeobrażeniom, systemy te zaczęły odgrywać rolę podstawowego narzędzia w codziennej pracy prawników. To z kolei spowodowało, że pojawiła się potrzeba prowadzenia badań naukowych analizujących wpływ systemów informacji prawnej na proces przepływu informacji o prawie. Przykładem takiego nowego podejścia do zadań informatyki prawniczej jest podręcznik Wojciecha Wiewiórowskiego i Grzegorza Wierczyńskiego, którego pierwsze wydanie ukazało się w 2006.

## Przedmiot informatyki prawniczej
Zakres badań, którymi zajmuje się informatyka prawnicza, stopniowo ewoluował. Początkowo do informatyki prawniczej zaliczano badanie:
1. procesów gromadzenia, systematyzowania, przetwarzania i wyszukiwania informacji o prawie za pomocą komputerów,
2. tworzenia i funkcjonowania baz z informacją faktograficzną przydatną w procesie tworzenia prawa,
3. tworzenia i funkcjonowania programów automatycznego rozstrzygania,
4. przepisów związanych z tymi procesami, takich jak przepisy o ochronie danych osobowych, ochronie programów komputerowych itp.

Znaczące prace naukowe z informatyki prawniczej dotyczą głównie pierwszej grupy zagadnień i skupiają się na procesach przepływu informacji o prawie. W procesach tych szczególną rolę odgrywają obecnie systemy informacji prawnej i to na nich skupia się informatyka prawnicza. Badania teoretyczne nad drugą i trzecią grupą zagadnień nie wyszły poza wstępną fazę, natomiast badania z czwartej grupy przekształciły się w odrębną dziedzinę, zwaną niekiedy „prawem nowoczesnych technologii” lub „prawem komputerowym”.
Na początku lat 90. XX w. Diana Pietruch-Reizes postulowała rozszerzenie badań nad przepływem informacji o prawie. Miała do tego służyć nowa dziedzina nauki, informologia prawa. Idea objęcia jednolitymi badaniami całości procesów przepływu informacji o prawie jest uznawana za słuszną, dlatego w zakresie zainteresowań informatyki prawniczej pojawiły się badania nad informacyjnym (komunikacyjnym) aspektem zasad redagowania i ogłaszania aktów prawnych.

## Literatura przedmiotu
- Jacek Janowski, Informatyka prawnicza, Warszawa 2011
- Franciszek Studnicki, Przepływ wiadomości o normach prawa, Zeszyty Naukowe UJ Prace Prawnicze 1965, z. 32
- Franciszek Studnicki, Cybernetyka i prawo, Warszawa 1969
- Franciszek Studnicki, Jarosław Fall, Andrzej Łachwa, Ewa Stabrawa, Odesłania w tekstach prawnych. Ku metodom ich zautomatyzowanej interpretacji, Kraków 1990, Zeszyty Naukowe UJ Prace Prawnicze 1990, z. 136
- Andrzej Szewc (red.), Informacja naukowo–techniczna a prawo, Katowice 1984
- Sylwester Zawadzki (red.), Studia z informatyki prawniczej, Warszawa 1978